# Крапивново (Нерльское городское поселение)
Крапивново — деревня в Тейковском районе Ивановской области. Входит в состав Нерльского городского поселения.

## География
Находится в юго-западной части Ивановской области на расстоянии приблизительно 21 км на юг-юго-запад по прямой от районного центра города Тейково.

## История
Деревня уже была известна в 1840 году. В 1859 году здесь (тогда деревня в составе Суздальского уезда Владимирской губернии) было учтено 44 двора.

## Население
Постоянное население составляло 272 человека (1859 год), 97 в 2002 году (русские 99 %), 61 в 2010.